# 横田理恵
横田 理恵（よこた りえ）は、日本の脚本家。
福島県出身。東京女子大学短期大学部卒業。日本脚本家連盟スクール脚本家クラス出身。日本脚本家連盟スクール脚本家クラス研修科講師。ドリームプラス所属。

## 略歴・人物
東京女子大学短期大学部を卒業後、ビデオリサーチに入社しマーケティングリサーチに携わる。
米国に滞在中に脚本家を志し、帰国後外資系PR会社に勤務しつつ日本脚本家連盟スクールにて脚本を学ぶ。第19回創作テレビドラマ懸賞にて『パロットダンス〜癒すために人は眠る』が佳作に入選。
1997年、『心療内科医・涼子』でデビュー。

## 作品

### テレビドラマ
- 心療内科医・涼子（1997年10月 - 12月、読売テレビ）
- 凍りつく夏（1998年7月 - 9月、読売テレビ）
- 奇跡の人（1998年10月 - 12月、読売テレビ）
- 女医（1999年7月 - 9月、読売テレビ）
- いばらの償い（2000年1月 - 3月、MBS）
- ただいま満室（2000年10月 - 12月、テレビ朝日）
- はみだし刑事情熱系（2000年10月 - 2001年3月、テレビ朝日）
  - はみだし刑事情熱系（2001年10月 - 2002年3月）
- 別れさせ屋（2001年1月 - 3月、読売テレビ）
- フレーフレー人生!（2001年7月 - 9月、読売テレビ）
- ナースマン（2002年1月 - 3月、日本テレビ）
  - ナースマンスペシャル（2004年4月6日）
  - ナースマンがゆく（2004年10月 - 12月）
- おかみさんドスコイ!!（2002年4月 - 5月、MBS）
- ごくせん（2002年4月 - 7月、日本テレビ）
  - ごくせんリターンズ（2002年12月29日）
  - ごくせんスペシャル（2003年3月26日）
  - ごくせん2（2005年1月 - 3月）
  - ごくせん3（2008年4月 - 6月）
  - ごくせん卒業スペシャル（2009年3月28日）
- 動物のお医者さん（2003年4月 - 6月、テレビ朝日）
- ショコラ（2003年5月 - 7月、MBS）
- 乱歩R（2004年1月 - 3月、読売テレビ）
- 君が想い出になる前に（2004年7月 - 9月、関西テレビ）
- 19borders（2004年10月 - 2005年9月、BS日テレ）
- 恋するベトナム（2004年10月 - 12月、ABC）
- 女と男と物語 PART:III 第7回「手紙」（2005年5月28日、ABC）
- 1リットルの涙（2005年10月 - 12月、フジテレビ）
  - 1リットルの涙 特別編〜追憶〜（2007年4月5日）
- 美味學院（2007年4月 - 6月、テレビ東京）
- ホテリアー（2007年4月 - 6月、テレビ朝日）
- 土曜ワイド劇場 北多摩署・蟹沢刑事の特捜事件ファイル（2007年8月18日、ABC）
- リセット（2009年1月 - 4月、日本テレビ）
- 中学生日記 「双子のテレパシー」（2009年10月24日、NHK名古屋）
- あり得ない! 第9話「通夜の前日」（2010年3月10日、MBS）
- ケータイ発ドラマ 激・恋…運命のラブストーリー…（2010年4月 - 5月、NHK総合）
- 天使の代理人（2010年9月 - 10月、東海テレビ）
- 恋するキムチ（2011年2月18日、NHK岐阜）
- ケータイ発ドラマ 金魚倶楽部（2011年7月 - 10月、NHK総合）
- 恋する私のベーカリー（2012年1月 - 2月、LaLa TV）
- ゴーストママ捜査線（2012年7月 - 9月、日本テレビ）
- そこをなんとか（2012年10月 - 12月、NHK BSプレミアム）
  - そこをなんとか2（2014年8月 - 9月）
- 日本テレビ開局60年特別番組 TV60 日テレ×NHK 60番勝負 「松坂慶子の女優最後の日」（2013年2月3日、日本テレビ）
- 町医者ジャンボ!!（2013年7月 - 9月、読売テレビ）
- 夫のカノジョ（2013年10月 - 12月、TBS）
- ある日、アヒルバス（2015年、NHK BSプレミアム）
- 花咲舞が黙ってない（2014年4月 - 6月、日本テレビ）
  - 花咲舞が黙ってない（2015年7月 - 9月）
- 山本周五郎人情時代劇 第一話「なみだ橋」、第六話「こんち午の日」（2015年10月6日、12月15日、BSジャパン）
- はぶらし/女友だち（2016年1月 - 2月、NHK BSプレミアム）
- 男と女のミステリー時代劇 第四話「髪結い藤吉」（2016年5月10日、BSジャパン）
- 恋がヘタでも生きてます（2017年4月 - 6月、読売テレビ）
- 山本周五郎時代劇 武士の魂 第二話「晩秋」（2017年4月18日、BSジャパン）
- デイジー・ラック（2018年4月 - 6月、NHK総合）
- ミストレス〜女たちの秘密〜（2019年4月 - 6月、NHK総合）

### 映画
- 愛の言霊（2007年10月27日、ビデオプランニング）
- 恋極星（2009年3月14日、日活）
- ごくせん THE MOVIE（2009年7月11日、東宝） - 脚本協力
- 結婚式の後で（2010年5月29日、東宝映像事業部）
- 覆面系ノイズ（2017年11月25日、松竹）
- 胸が鳴るのは君のせい（2021年6月4日公開予定、東映)[5]

### ラジオドラマ
- FMシアター 海辺の姉妹（2006年7月1日、NHK-FM） - 作
- 青春アドベンチャー 1985年のクラッシュギャルズ（2013年1月7日 - 18日、NHK-FM） - 脚色

### ネットドラマ
- ホットママ（2021年、Amazonプライム・ビデオ）

### 舞台
- LOVE 30 VOL.3 「エアコンな夜」（2009年6月4日 - 21日、パルコ劇場）
- 恋する私のベーカリー（2011年12月17日 - 25日、シアターサンモール）
- 激動-GEKIDO-（2013年8月23日 - 9月2日、新国立劇場中劇場）

## 著書
- 恋極星 柏木菜月の日記（2009年3月4日、講談社コミックプラス、原案：ミツヤオミ、ISBN 978-4-06-364756-3）